# The Dark Sides
The Dark Sides es el primer álbum recopilatorio en formato EP y el cuarto álbum de la carrera musical de King Diamond.
Fue publicado en 1988 bajo el sello de Roadrunner Records, conteniendo seis canciones de lados B. «Halloween» de su primer álbum de estudio Fatal Portrait; «Shrine» del álbum Abigail, y de su tercer álbum "Them" la canción en guitarra acústica «Them» por Andy la Rocque, mientras que «No Presents For Christmas», «The Lake» y «Phone Call» básicamente son bonus track que aparecieron en Fatal Portrait y "Them".

## Lista de canciones
| N.º   | Título                      | Escritor(es)      | Duración |  |
| 1.    | «Halloween»                 | King Diamond      | 4:12     |  |
| 2.    | «Them»                      | Diamond, LaRocque | 1:55     |  |
| 3.    | «No Presents For Christmas» | Diamond           | 4:19     |  |
| 4.    | «Shrine»                    | Diamond, LaRocque | 4:23     |  |
| 5.    | «The Lake»                  | Diamond           | 4:11     |  |
| 6.    | «Phone Call»                | Diamond           | 1:40     |  |
| 20:47 |                             |                   |          |  |